# アントワークス
株式会社アントワークスは、すた丼・唐揚げ・定食などを販売する「伝説のすた丼屋」などの飲食店をチェーン展開する企業。

## 概要

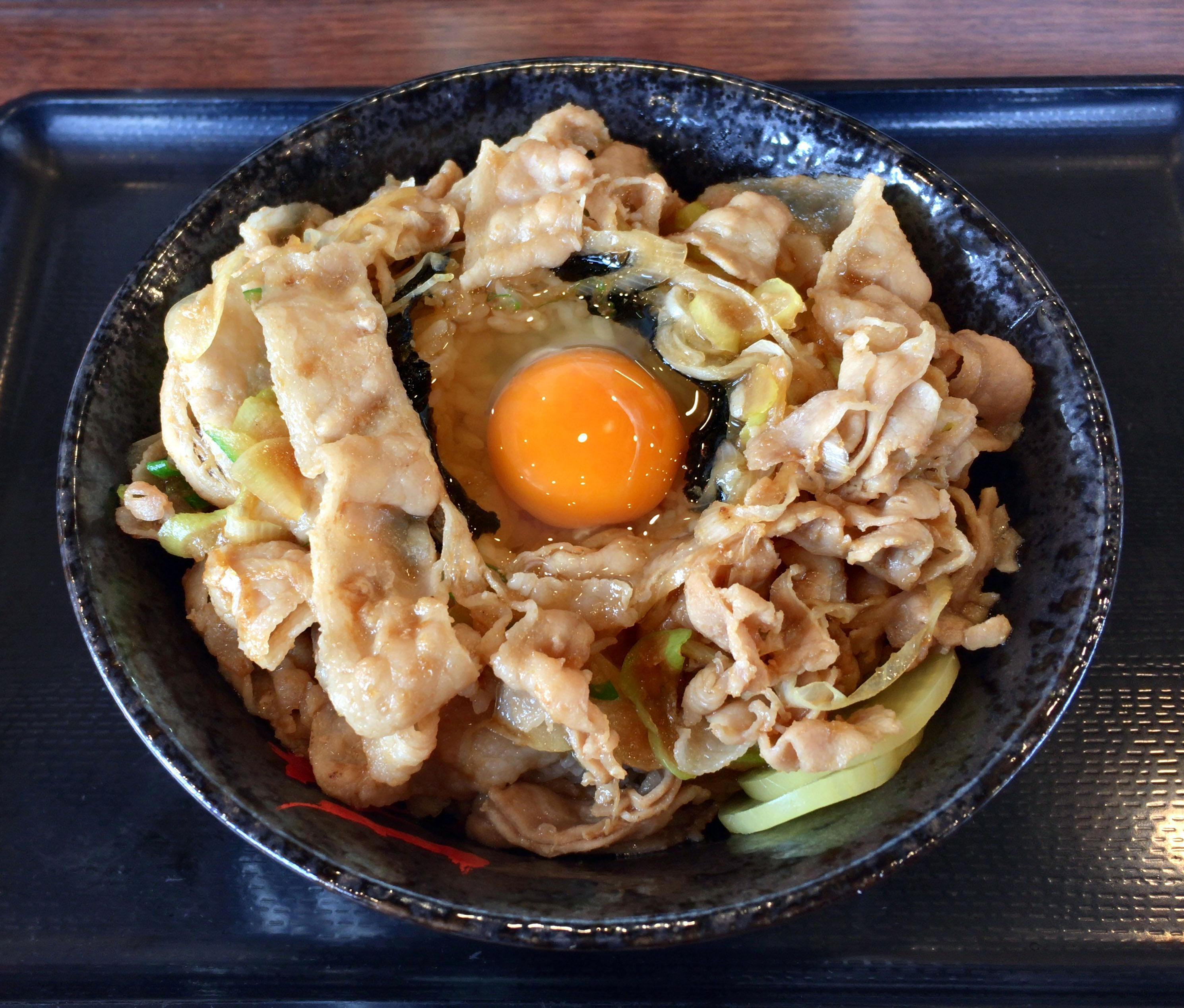
伝説のすた丼屋の「すた丼」

元ボクサーの橋本省三は1971年に東京都国立市「サッポロラーメン 国立店」を開業した。面倒見の良い人柄もあって、従業員向けに「腹いっぱい食べてほしい」と橋本が考案した賄い丼がすた丼の原型である。この賄い丼は常連客の間でも噂になり、賄い丼目当ての客が店を占拠するようになって、いつしかメインの商品になった。国立には一橋大学、東京都立国立高等学校、東京都立第五商業高等学校、国立音楽大学附属中学校・高等学校などがある学生街で、食べ盛りの男子学生に安くて美味くて腹一杯になるすた丼は支持されたものと考えられる。
従業員からも慕われていた橋本は1987年に50歳で逝去。当時営業していた3店舗は、それぞれの店長に経営が委ねられた。1人が「サッポロラーメン 国立店」を継ぎ、残りの2店（国立東店と国分寺店）の店長が共同して1989年3月に生まれたのがアントワークスである。従って、アントワークスと「サッポロラーメン 国立店」の間に、現時点で直接のつながりはない。
2000年9月には常連客からの熱い要望により「すた丼」を主力商品とした「名物すた丼の店」を八王子に開店する。このとき、料理名がカタカナ表記の「スタ丼」からひらがな表記の「すた丼」になった。2001年5月に「株式会社アントワークス」に組織変更。「名物すた丼の店」は2004年に「伝説のすた丼屋」に屋号改め、東京23区内に初出店。2006年には品達に出店するが、丼モノを提供する「品達どんぶり五人衆」全体の売上の半分以上をすた丼が占めた。品達での成功を受けて、店舗展開を加速させた。

### 早川秀人
1983年、サッポロラーメン 国立店でアルバイトをしていた友人から、アルバイトのシフトが入っていなくても店にくれば賄い丼（スタ丼）が食えるという誘いを受け、スタ丼好きでもあった早川秀人はアルバイトとしてサッポロラーメン 国立店で働くことになる。その後、社員となり店長を任されるようになった。2006年には早川はアントワークスの社長に就任する。それまで「伝説のすた丼屋」は国立市を中心に10店舗ほどを展開するだけであったが、早川は全国に出店攻勢を開始し、2016年時点ではアメリカ2店舗を加えた75店舗の一大チェーン店を築き上げ「外食産業の風雲児」と呼ばれるようになる。

### 早川淳
ココス、ふらんす亭、おたる寿司などで要職を務めた早川淳は、2008年12月に営業部長としてアントワークスに入社する。当時の社長である早川秀人が打ち出した経営目標「全国制覇100店舗」を達成する組織づくりのためであった。早川淳は従業員の「評価基準」の制定を最優先事項とした。当時の評価基準はあいまいであり、評価がもとになって退職する人が多かった。5項目5段階の「評価基準」を定め、3か月に1度、評価する体制を作り上げた。それと共に、評価面談を自ら実施し、昇進時には、「昇進の理由」を全社員に話すことを実施した。
また、それまでは学生などをターゲットにして大学などの近くに出店していた。これは商品（すた丼）の特性を理解した間違いない戦略ではあるが、100店舗展開を考慮した場合には不十分なものになる。早川淳は出店計画を洗い直し、立地調査を重点的に行った。その結果、フードコートなどへの出店が進むと共に、すた丼のターゲット層を広げることにもなった。

## 沿革
- 1971年 橋本省三が東京都国立市において「サッポロラーメン」を開店。
- 1989年3月 有限会社アントワークスを設立。
- 2000年9月 すた丼を主力商品とした「名物すた丼の店」開店。
- 2001年5月 株式会社アントワークスに組織変更。
- 2004年4月 屋号を｢伝説のすた丼屋｣に改め東京都23区初出店。
- 2011年2月 社団法人日本フードサービス協会に加盟。
- 2014年3月 農林水産省主催「第22回優良外食産業表彰」「伝説のすた丼屋」商品開発部門農林水産大臣賞受賞
- 2014年12月 新業態「アメリカンステーキハウス デンバープレミアム」（ステーキ）を東京都新宿区高田馬場にオープンする[7]。
- 2017年4月 新業態「㐂久好（きくよし）」（十勝豚丼）を東京都昭島市モリタウンにオープンする[8]。
- 2019年5月 新業態「焼肉 まる秀」（焼肉）を東京都国分寺市にオープンする[9]。

## 評価
外食産業というとブラック企業と呼ばれたり悪評がつきものであるが、外食産業に詳しいアナリストに依れば、他の外食産業の会社に比べて、アントワークスは悪評が聞こえてこないのも特徴と言える。
外食産業で上場している企業の社員平均年収は約480万円であるが、アントワークスは2016年時点では非上場にもかかわらず、平均並みの約470万円となっている。業界平均は400万円以下であるので、「社員に優しい企業」ともいえる。